# Ni Hong
Ni Hong (倪红S, Ní HóngP; Pechino, 28 febbraio 1986) è una schermitrice cinese, specializzata nella sciabola.

## Carriera
Si è messa in mostra a livello internazionale vincendo la medaglia di argento nella gara a squadre dei giochi olimpici di Pechino. Nel 2009 ha vinto un bronzo ai campionati mondiali, sempre nella gara a squadre.

## Palmarès
In carriera ha conseguito i seguenti risultati:
- Giochi Olimpici:

Pechino 2008: argento nella sciabola a squadre.
- Mondiali di scherma

2009 - Antalia: bronzo nella sciabola a squadre.